# Curtea nobiliară a Cândeștilor din Râu de Mori

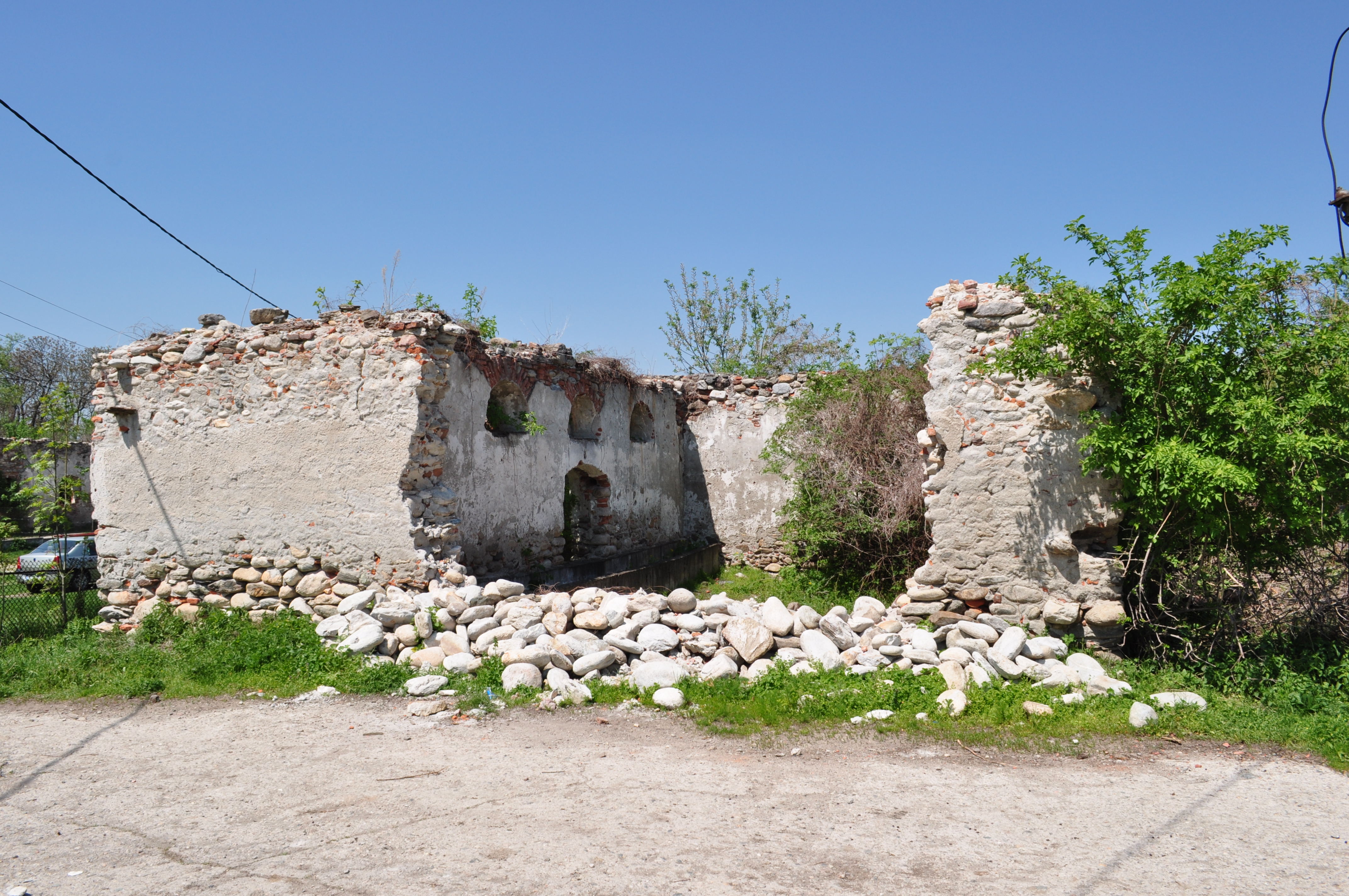
Ruinele Curții nobiliare a Cândeștilor din Râu de Mori, județul Hunedoara, foto: aprilie 2012.

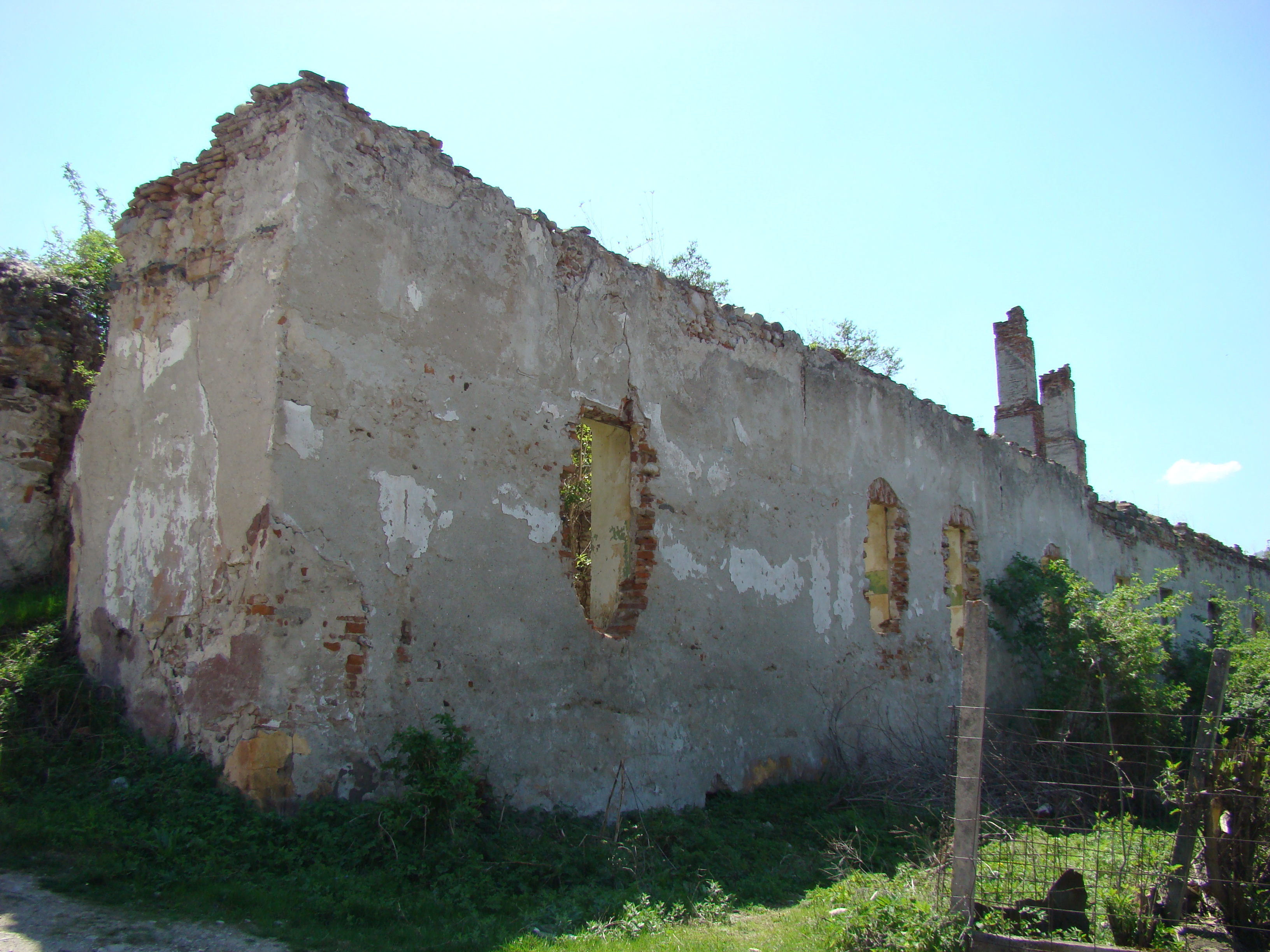
Ruinele Curții nobiliare a Cândeștilor din Râu de Mori, județul Hunedoara, foto: aprilie 2012.

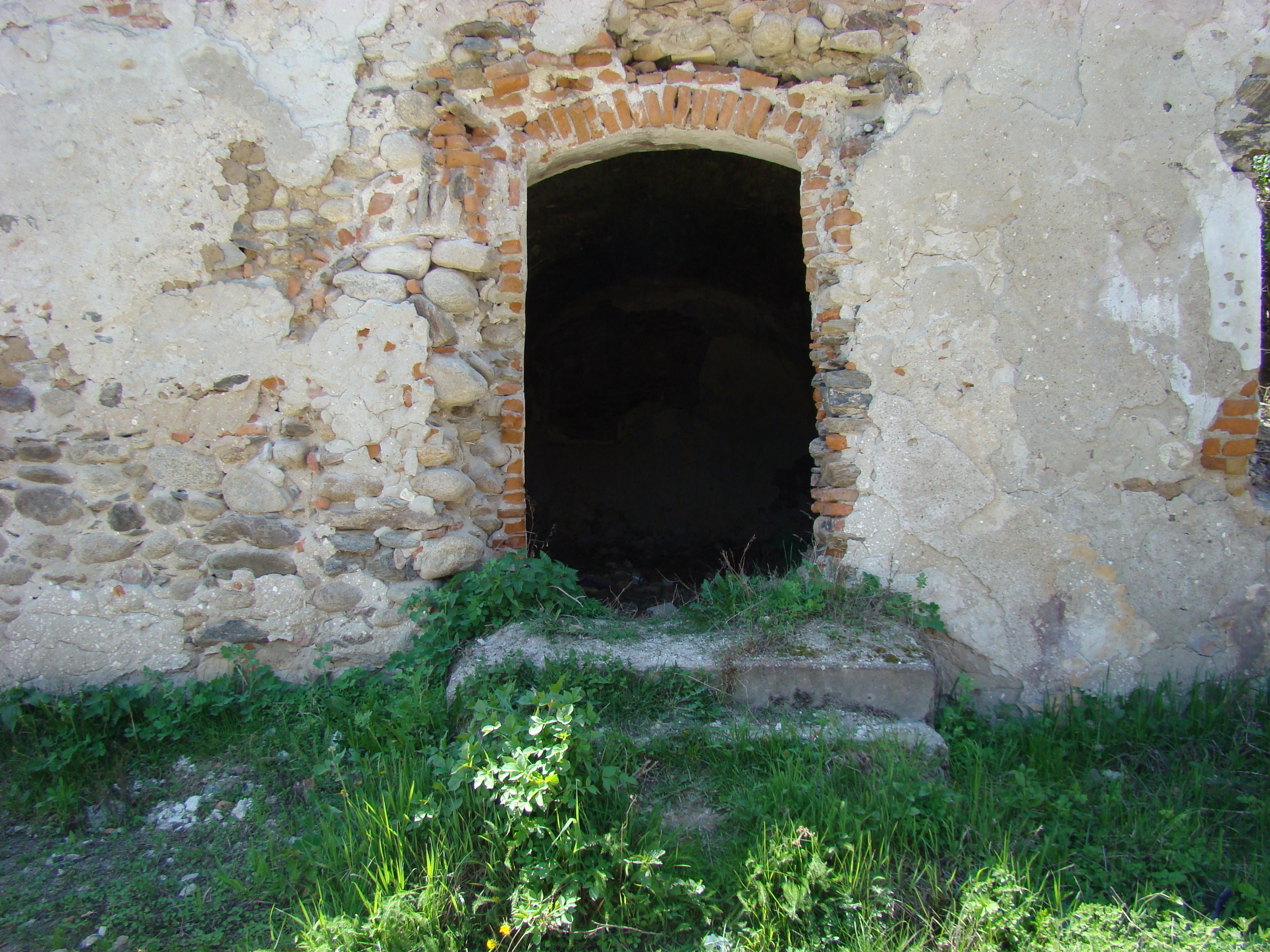
Intrarea în fosta capelă de curte

Ruinele Curții nobiliare a Cândeștilor se află în localitatea Râu de Mori din județul Hunedoara. Ansamblul, care cuprinde curia, capela și zidul de incintă, figurează pe noua listă a monumentelor istorice sub codul LMI:  HD-II-a-A-03428.

## Istoric
Curtea cnezială a familiei Cândea (cneaz al Țării Hațegului înaintea administrației maghiare din Ardeal), a fost construită în secolul al XIV-lea pe ruinele unor vechi edificii romane. Monumentul se află în centrul localității, fiind format dintr-un ansamblu de construcții care cuprinde o clădire rezidențială, capela de curte, grajd, anexe, moara și biserica. Materialele descoperite pun în evidență o evoluție din preistorie, perioada romană și Evul Mediu, până în zilele noastre.
Cel mai vechi membru cunoscut al familiei cneziale din Râu de Mori este Nicolae Cândea, care a trăit pe la anul 1300. Fiul său Mihail „dictus Kende Malomviz filius Nicolai dictus Kende de Malomviz” (Malomviz este versiunea maghiară a toponimului) a fost executat în anul 1356 din porunca lui Andrei Lackfi, voievod al Transilvaniei, iar moșiile sale au fost confiscate. Regele restituie la 1359 văduvei lui Mihail Cândea moșiile Râu de Mori, Nucșoara și Sibișel. Ioan și Cândea, fiii lui Cândea și Mihail de Râu de Mori - reprezentând a patra generatie cunoscută a familiei - sunt întăriți la 1406 în stapânirea „ipsorum kneziatus in possessione Malmowitze extensis” fiind scutiți totodată de dările datorate cetății Hațegului. În 1447 Ioan zis de Cândea împreună cu cei trei fii ai săi sunt întăriți de Iancu de Hunedoara pentru merite militare în posesia târgului Sântămăria-Orlea și în alte moșii. Până la sfârșitul secolului al XV-lea există știri despre stăpânirea de către Cândești a 30 de sate întregi sau părți de sate din Țara Hațegului. Trecerea lor la catolicism s-a produs probabil în urma ascendenței lor în funcții publice. De la sfârsitul secolului al XV-lea familia se desparte în două ramuri importante care vor fi cunoscute prin onomasticoane maghiare: familia Kendeffy (fiul lui Kende, în limba maghiară) și familia Kenderessy.

## Imagini

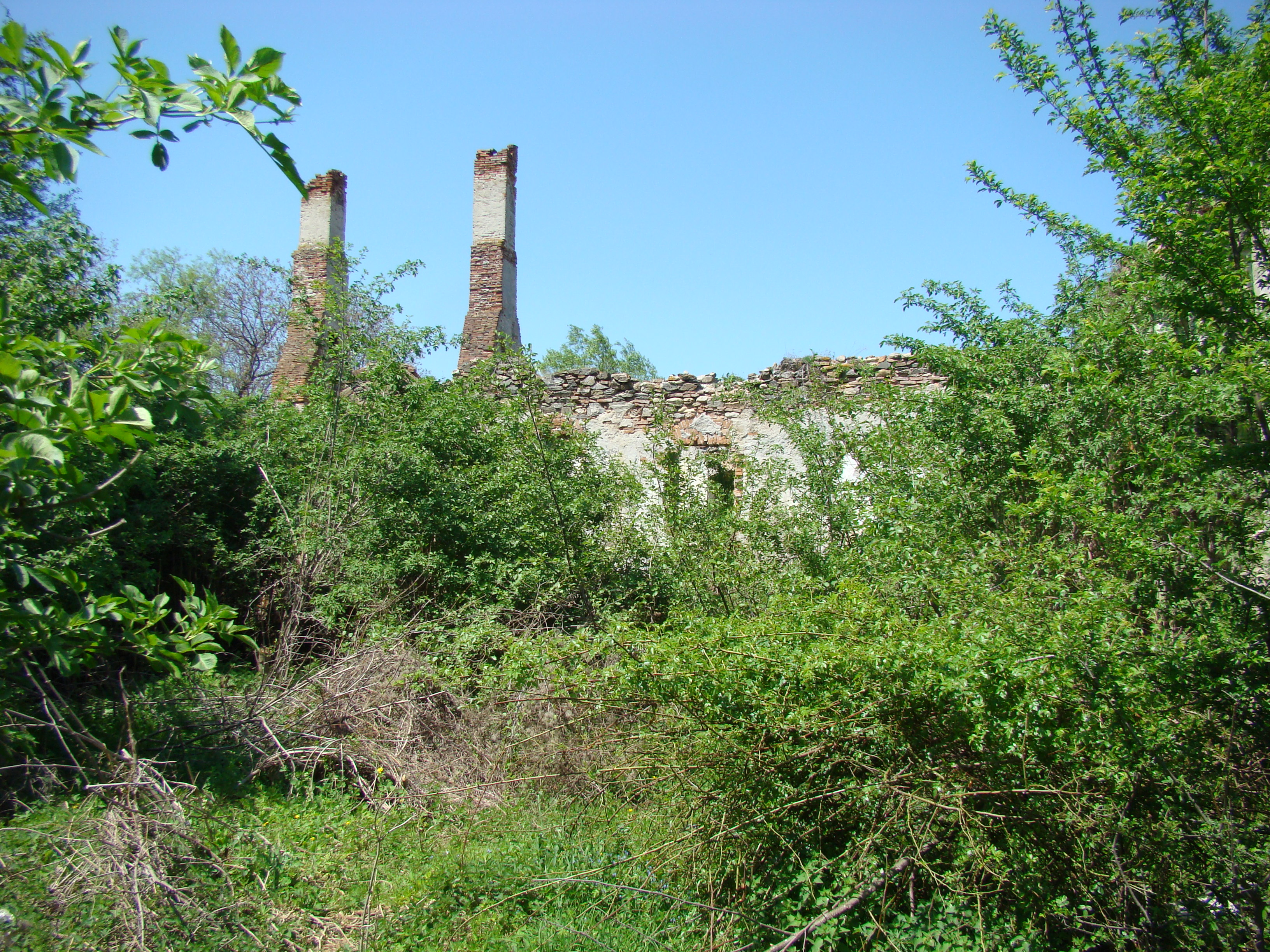
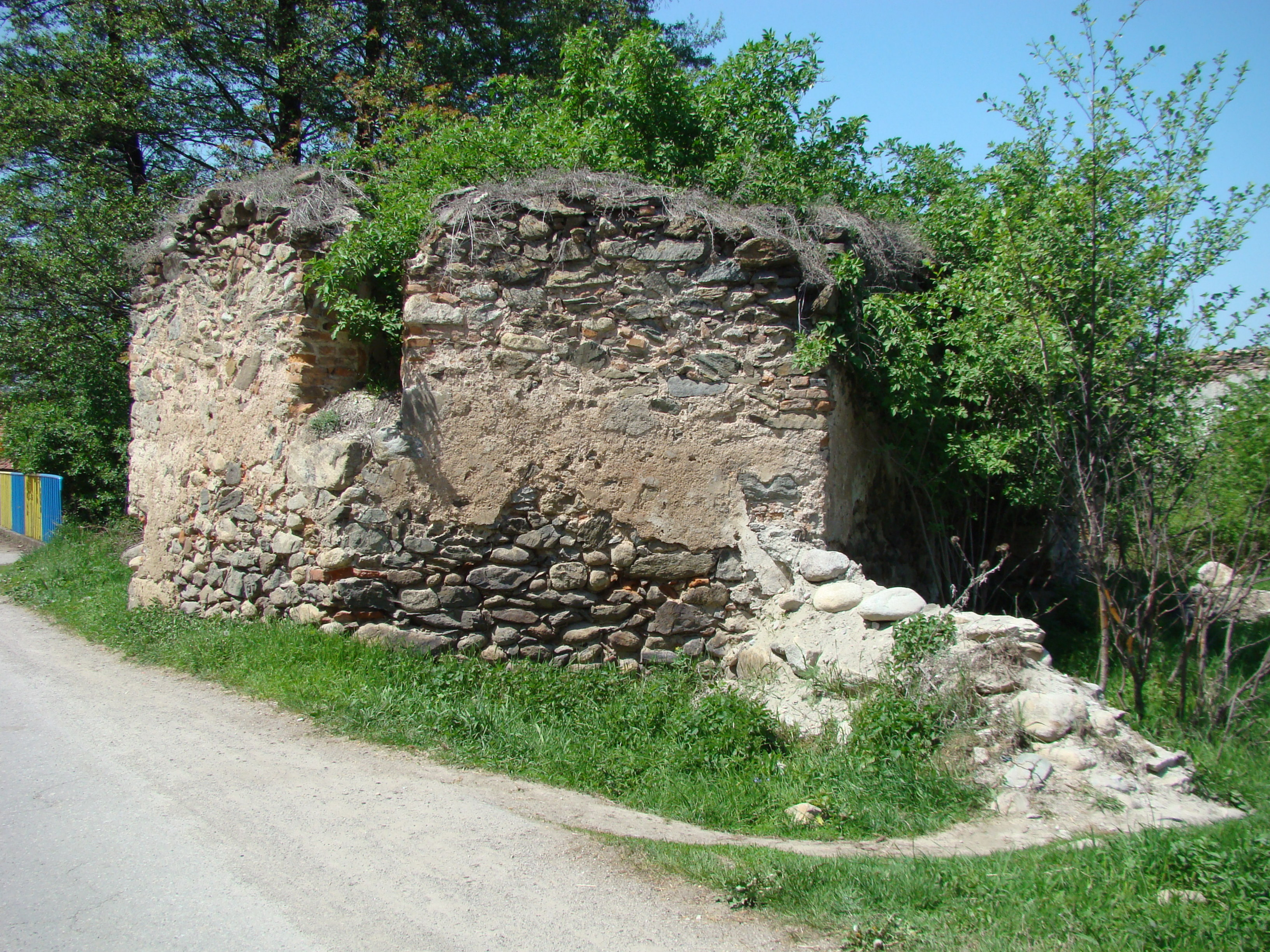
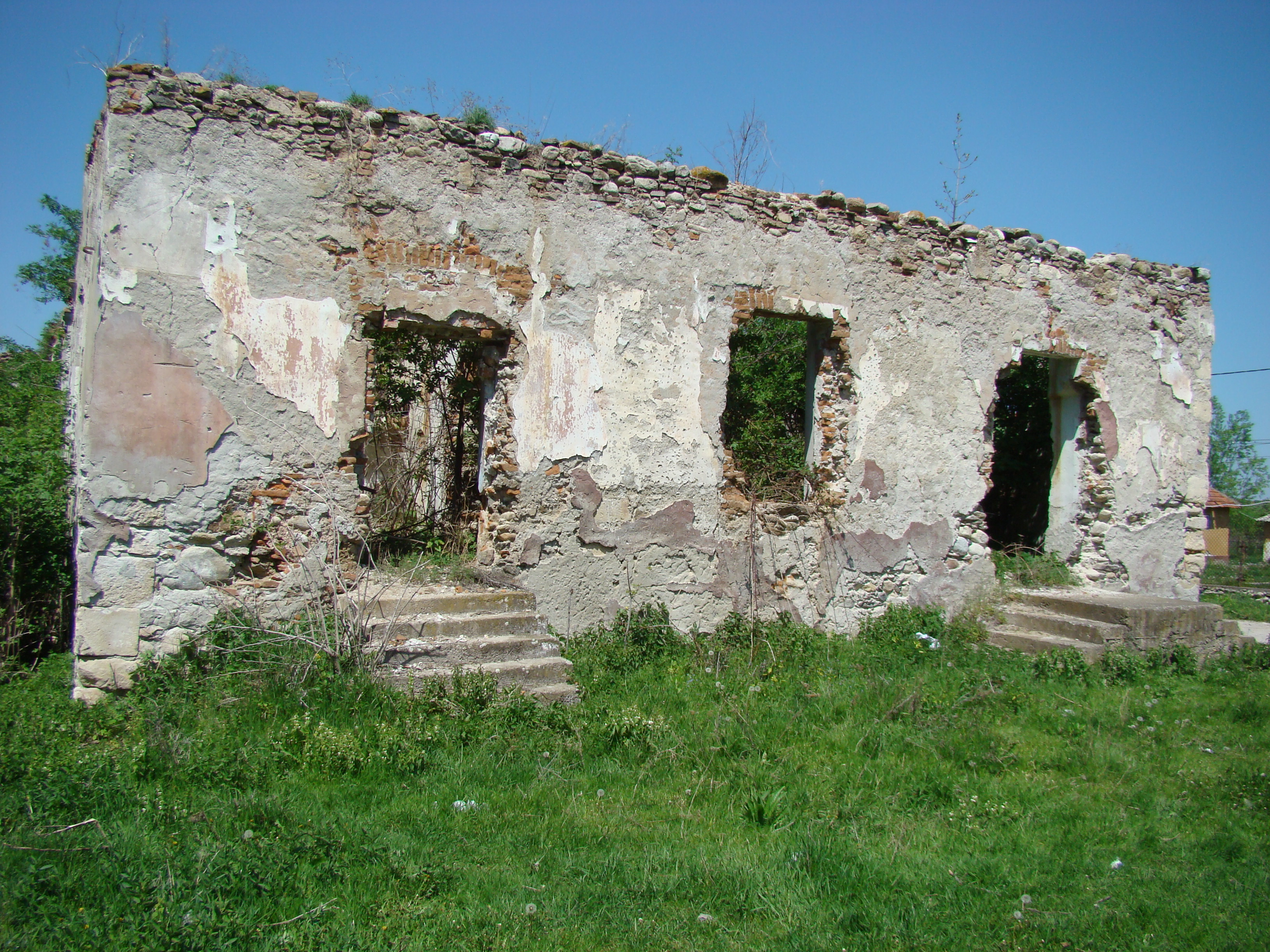
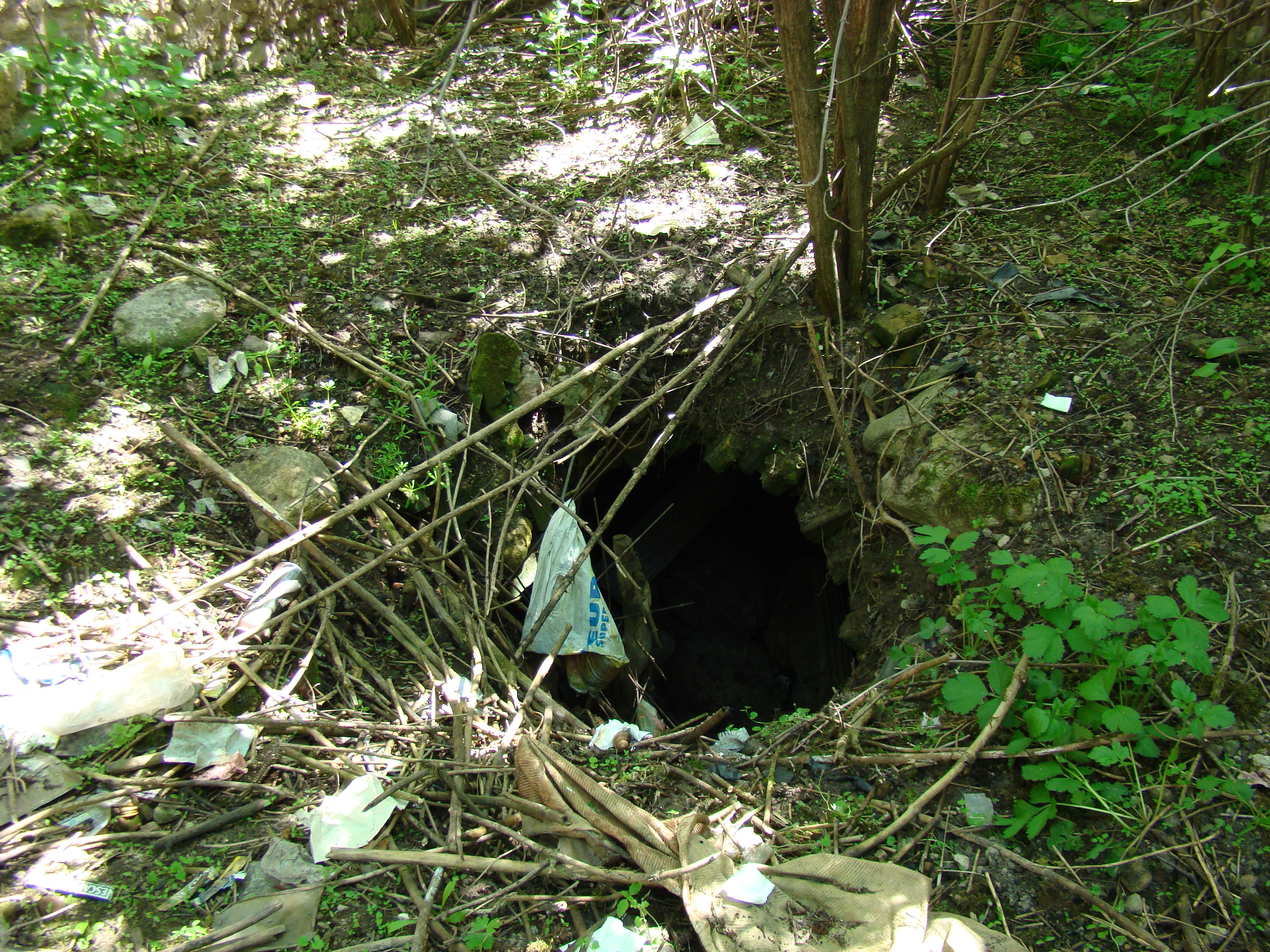
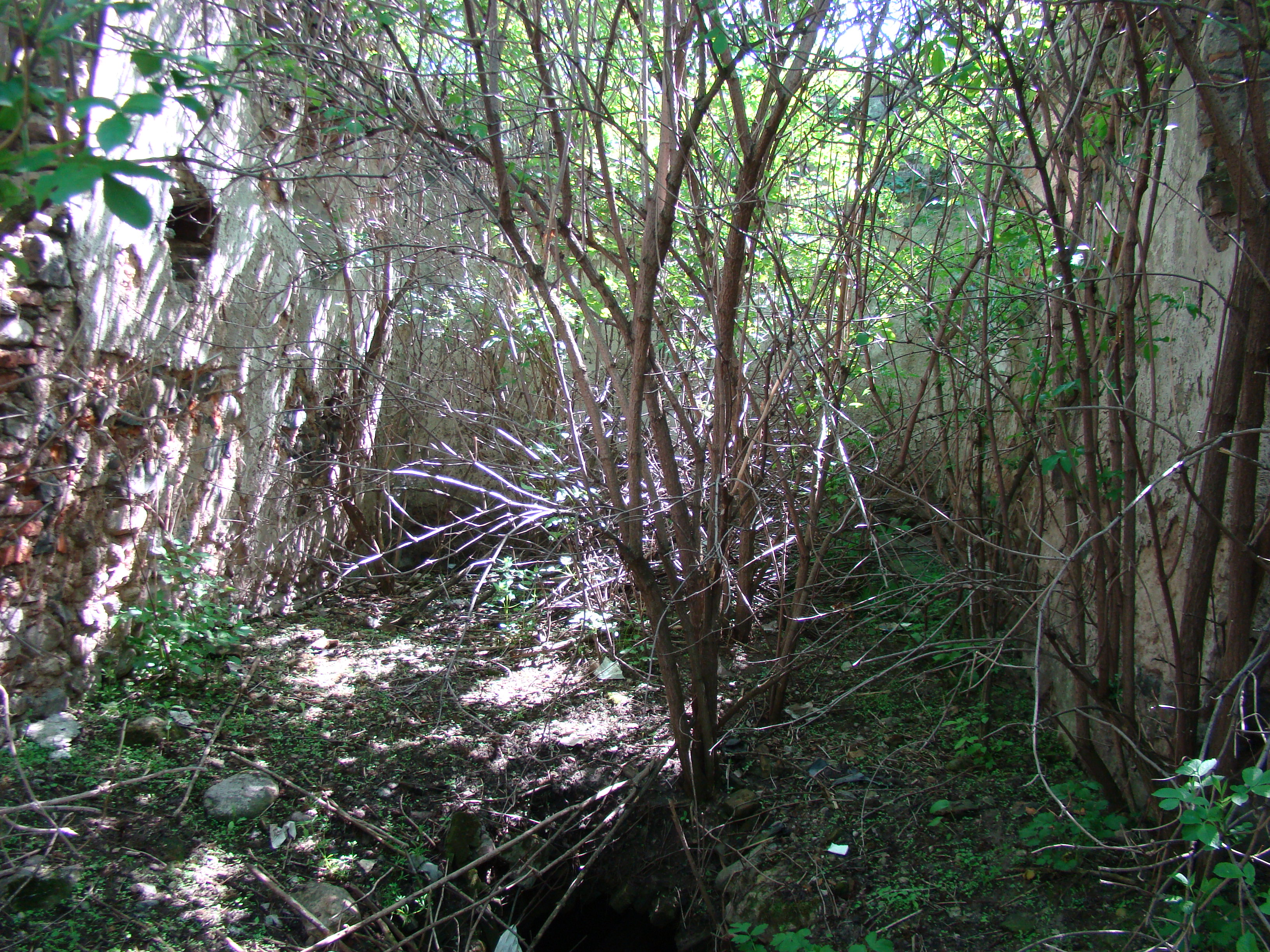
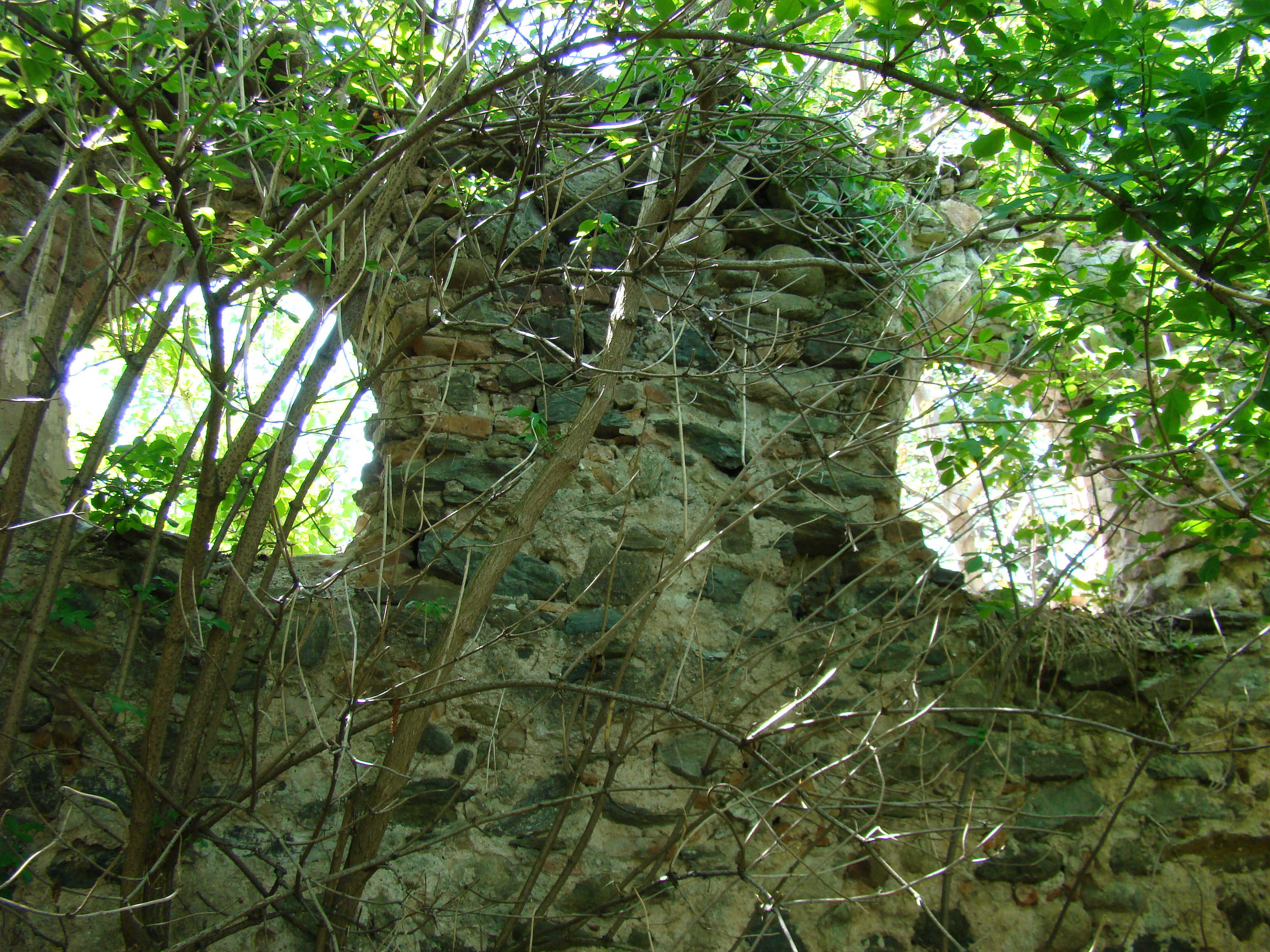
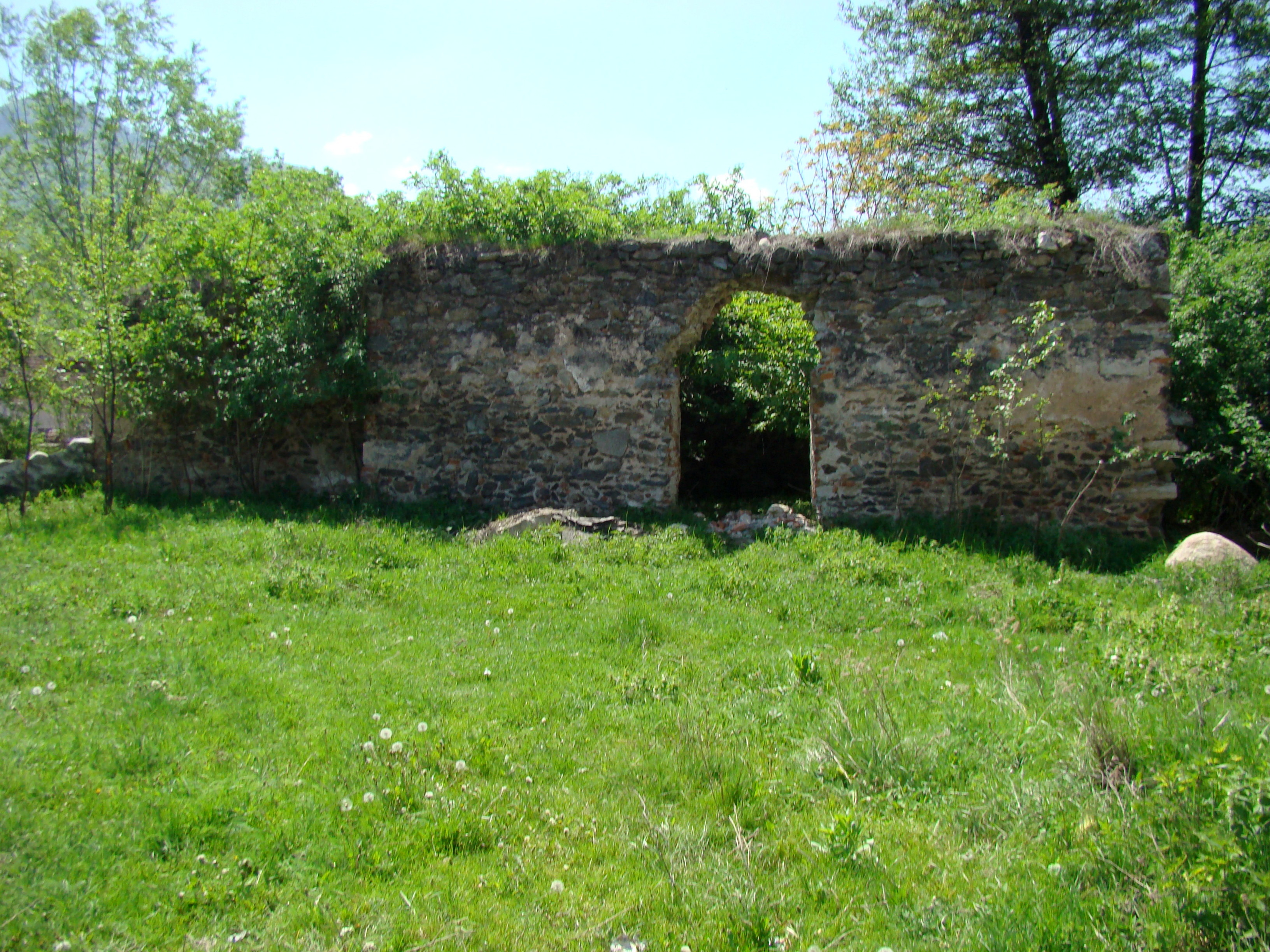
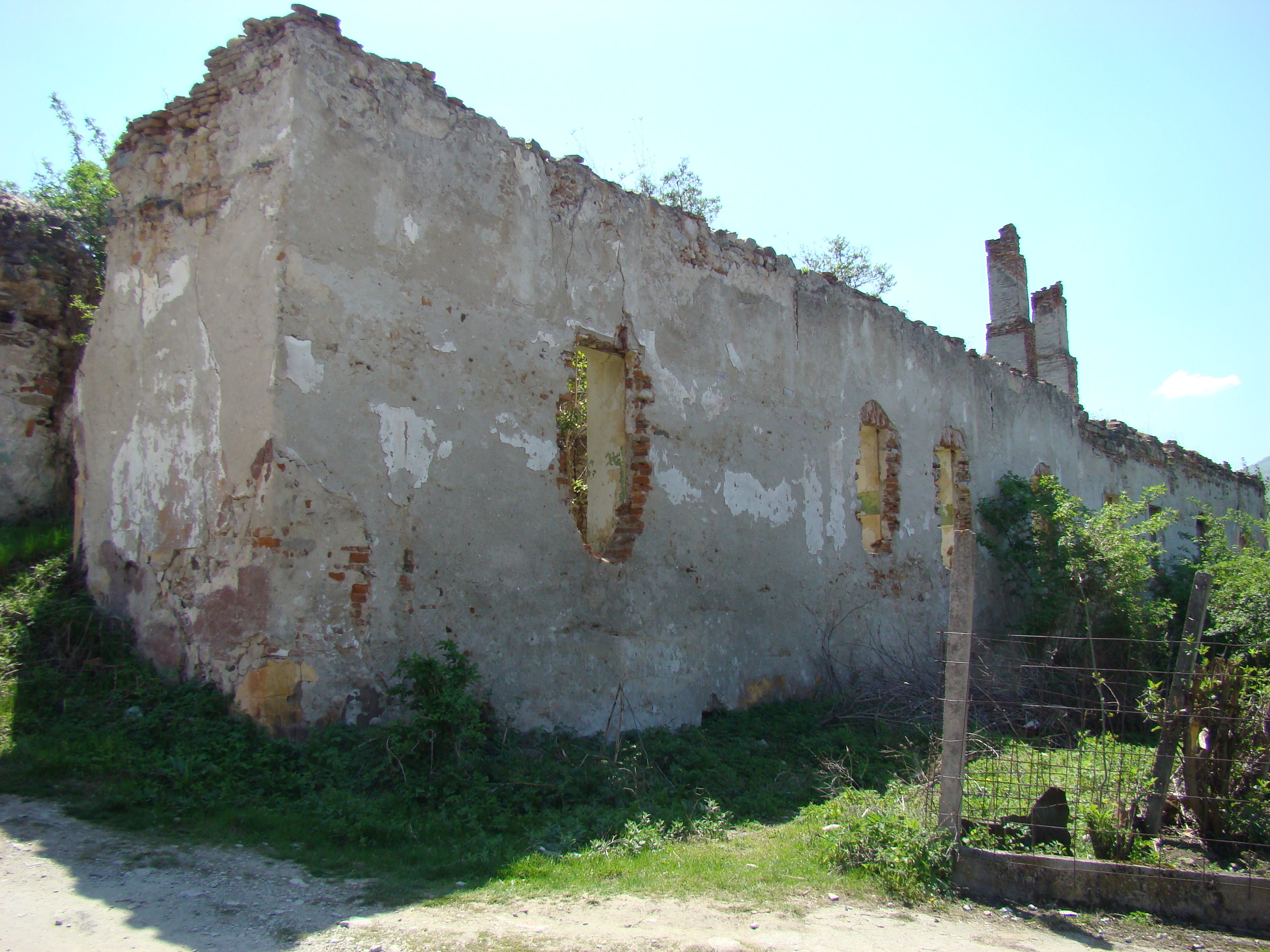
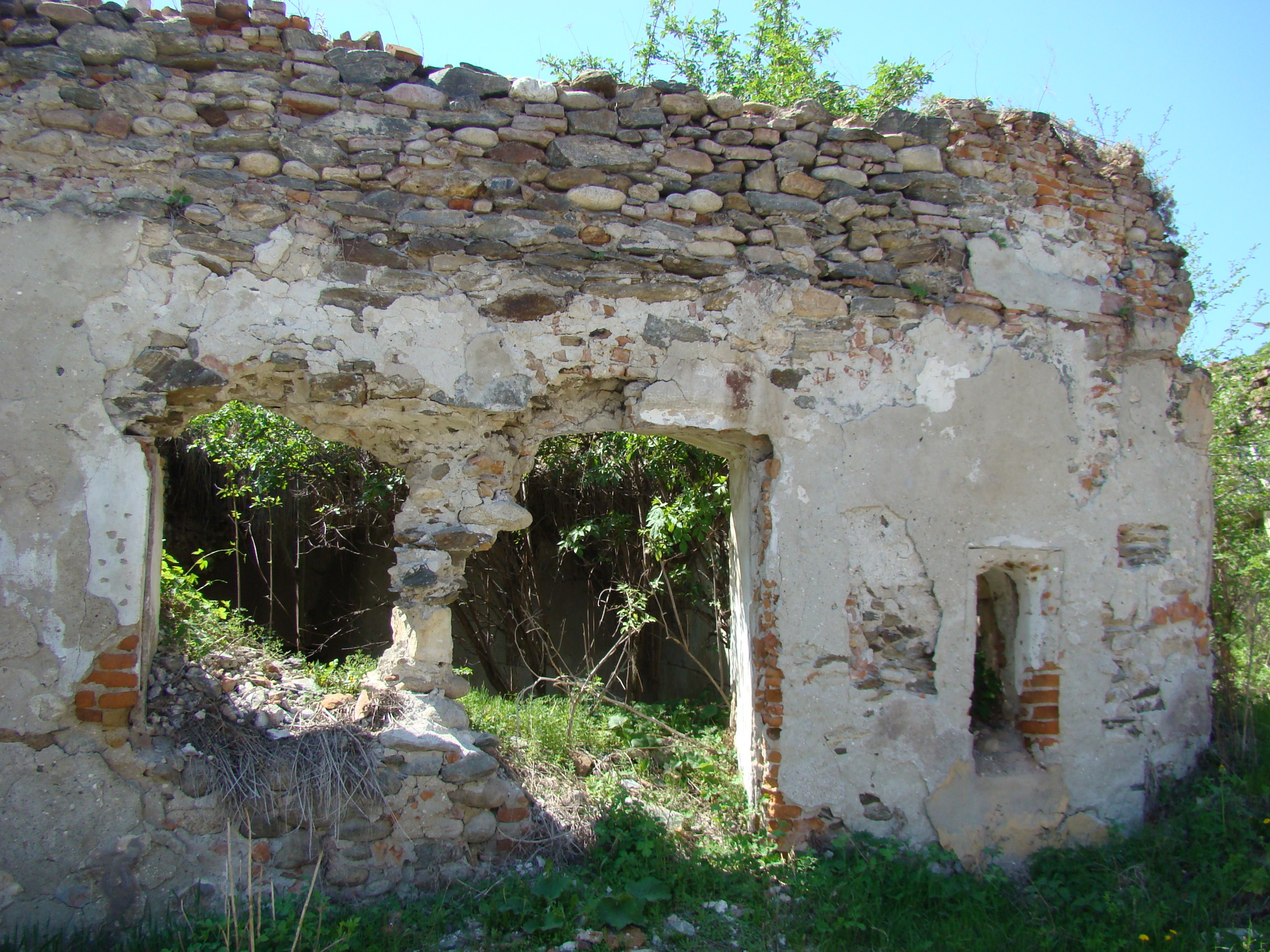
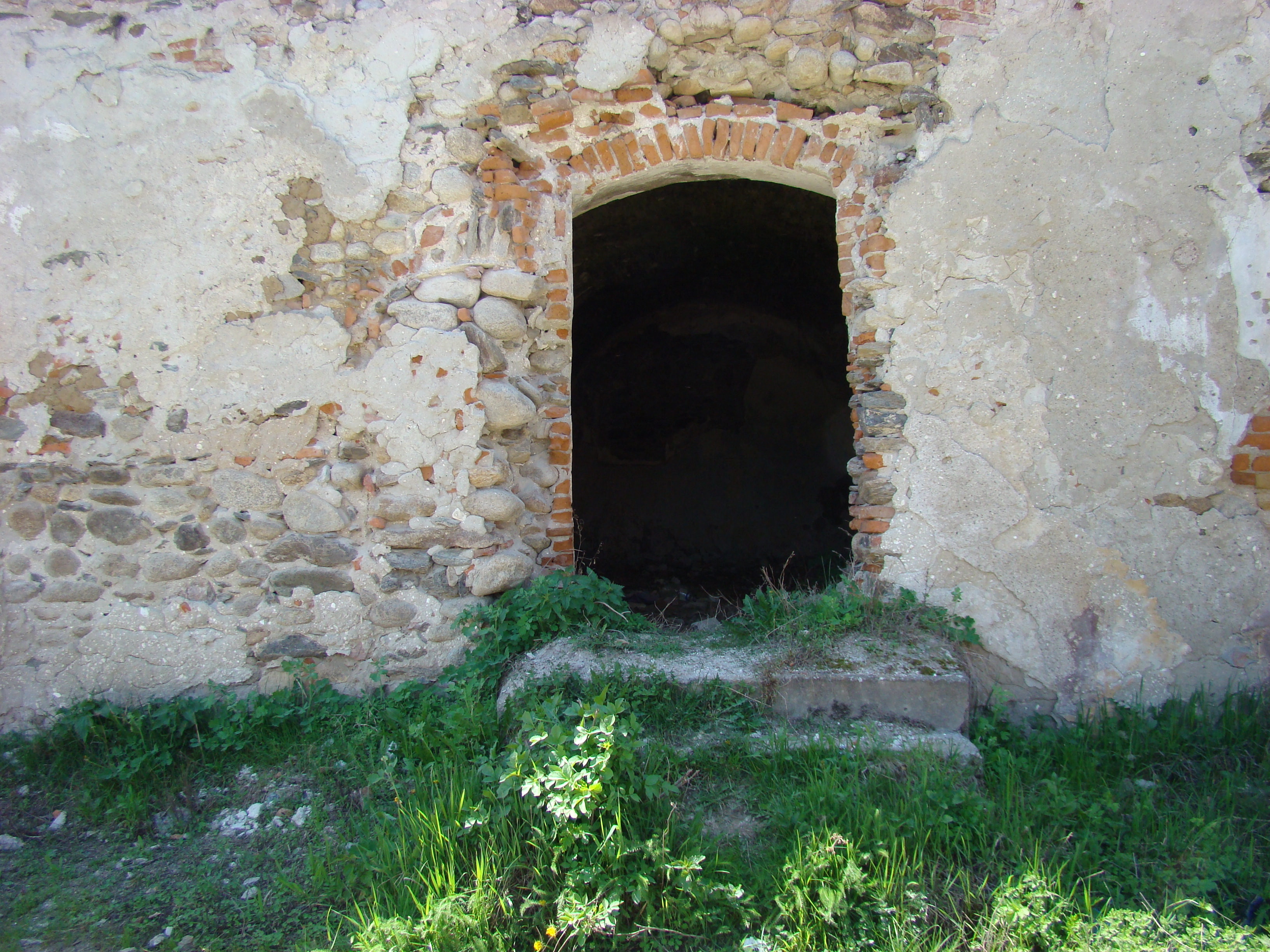
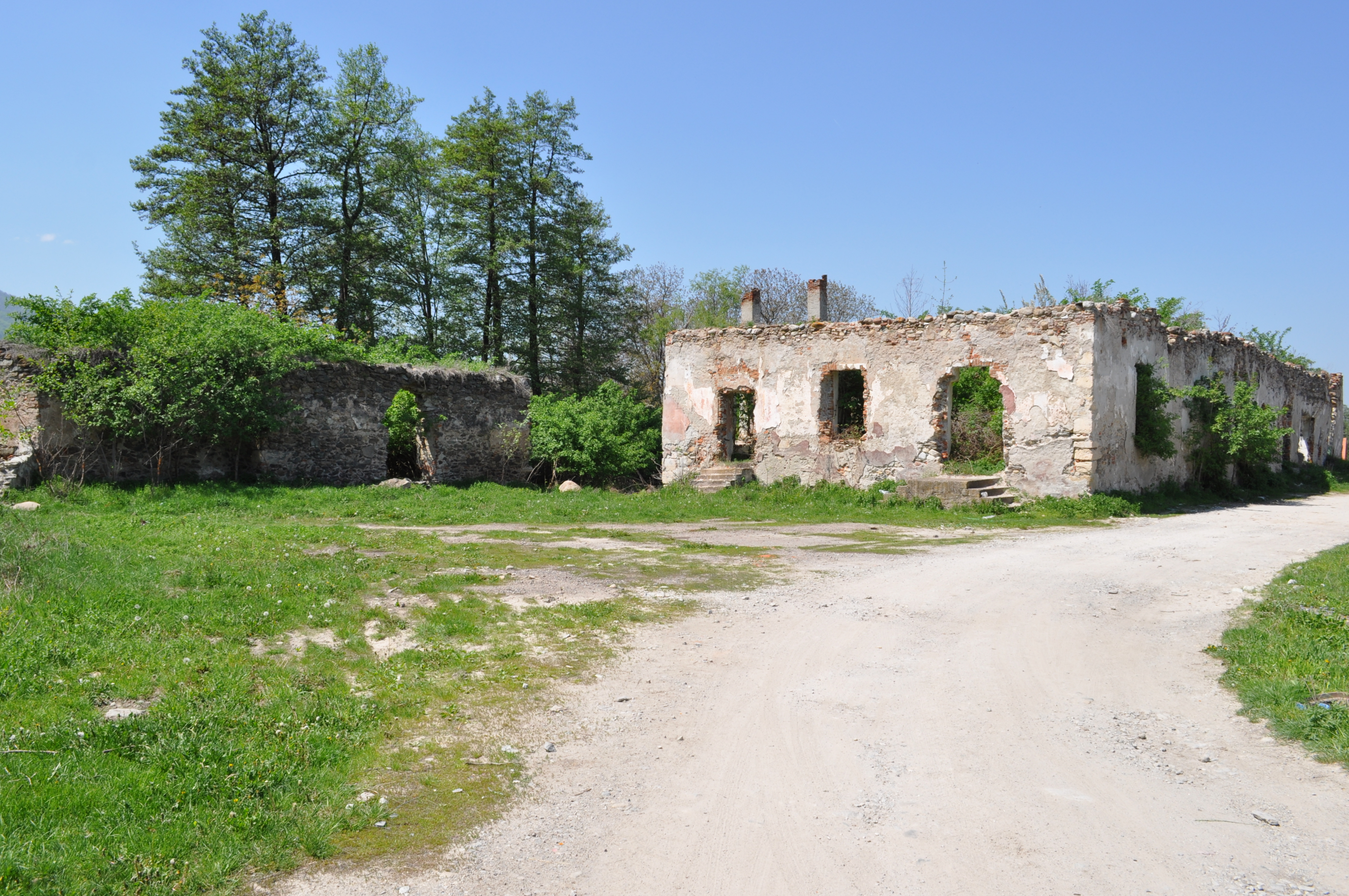